# 通訊支援隊
通訊支援隊（英文：Communications Support Team，縮寫：CST）隸屬於香港消防處各行動總區下各個分區，其主要責任為在三級火警或以上，及現場總指揮官的要求下，出動到大型事故現場中為消防人員提供通訊支援，包括派發額外通訊器材、分擔現場總指揮官監察聆聽災場的無線電頻道的工作，確保通訊有效率，即時為到通訊器材保養，以及在獲得指示後或者需要時，於現場進行攝影及傳送影像。

## 組織
通訊支援隊由 一輛流動指揮車 及 一輛由主任級人員主管的消防車輛 組成。
每個行動總區下的分區均設一支通訊支援隊，分別設立於各分區內的其中一間消防局，每隊由6名局內的升降台/泵車的更份人員所兼任組成。
至2012年，獲得指定成立通訊支援隊的消防局共12間，包括港島總區的寶馬山消防局、旭龢消防局及柴灣消防局；九龍總區的九龍灣消防局、尖東消防局、石峽尾消防局及順利消防局；以及新界總區的小瀝源消防局、葵涌消防局、屯門消防局（原為虎地消防局）、粉嶺消防局及赤鱲角消防局。

## 歷史
為了提升消防人員在發生嚴重事故時於火場的通訊能力，消防處於2010年籍著更換無線電通訊系統的機會，於同年3月成立工作小組，檢討其無線電通訊程序及手提無線電通話機的分配及安排。工作小組於報告中建議設立通訊支援隊，協助事故現場的總指揮管理無線電通訊程序及通訊頻道。消防處遂於2011年6月1日落實工作小組的建議，於各分區內成立通訊支援隊。
2011年6月4日，荃灣一幢工廠大廈發生三級火警，通訊支援隊首次出動。

## 裝備
每名人員均會獲派發專用的螢光綠反光背心，於執行通訊支援事務時穿著。

## 已知行動紀錄
- 2011年6月4日：荃灣一幢工廠大廈發生三級火警 - 屯門泵車
- 2012年：元朗公庵路 三級火警 - 荃灣泵車
- 2015年9月7日：八鄉橫台山 三級火警 - 屯門泵車

## 相關參見
- 消防通訊中心